# Chiêu Hồi

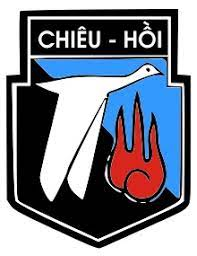
Logo kampanii Chiêu Hồi

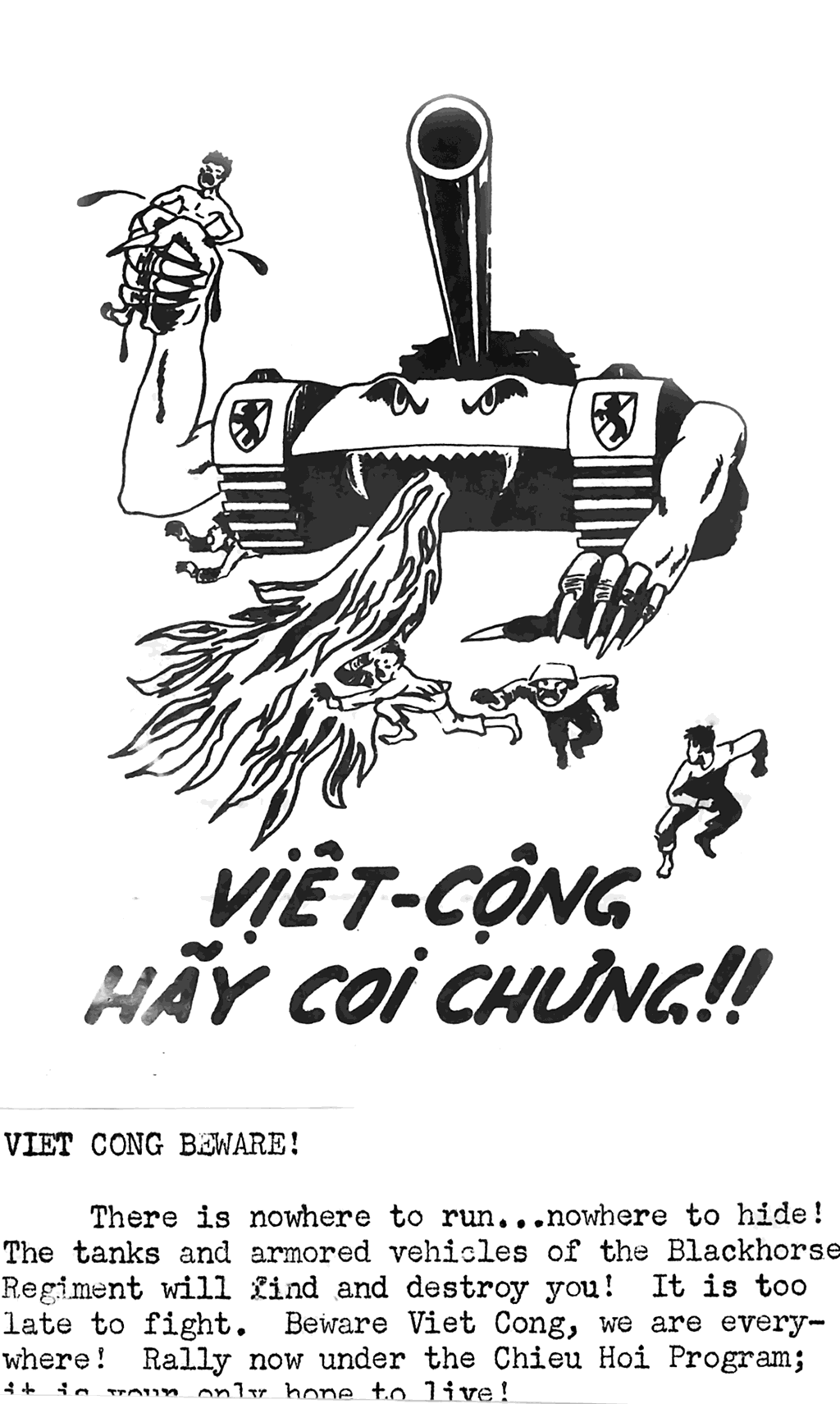
Propagandowa ulotka skierowana do partyzantów Vietcongu w czasie kampanii Chiêu Hồi

Chiêu Hồi (w luźnym tłumaczeniu „Otwarte Ramiona” lub „Powrót”) – kampania propagandowa Stanów Zjednoczonych i Wietnamu Południowego mająca na celu zachęcenie żołnierzy Ludowej Armii Wietnamu Północnego i partyzantów Vietcongu oraz ich zwolenników do przejścia na stronę Wietnamu Południowego podczas wojny wietnamskiej.

## Kampania
Do dezercji nakłaniano zazwyczaj za pomocą ulotek dostarczanych pociskami agitacyjnymi lub zrzucanych nad terenami kontrolowanymi przez wroga z samolotów, bądź też za pomocą wiadomości transmitowanych nad obszarami Wietnamu Południowego. Tym, którzy zdecydowali się na współpracę, oferowano szereg zachęt, a także prowadzono wojnę psychologiczną mającą na celu złamanie morale wroga.
Aby osiągnąć ten cel, zaproszenia do dezercji, które działały również jako przepustki bezpieczeństwa, były drukowane na przezroczystych plastikowych, wodoodpornych torbach używanych do przenoszenia amunicji do karabinu M16 żołnierzy amerykańskich. Każda torba mieściła jeden magazynek i była zapieczętowana, aby zapobiec uszkodzeniu zawartości przez wilgotny klimat dżungli. Kiedy magazynek był potrzebny podczas wymiany ognia z wrogiem, torba była rozrywana i wyrzucana, w nadziei, że zostanie później odkryta przez wojska wroga, które przeczytają tekst i rozważą dezercję.
Do 1967 roku odnotowano około 75 000 dezercji. Program miał pewne trudności z przyjęciem, częściowo z powodu różnic kulturowych – błędów, takich jak literówki i nieumyślnie obraźliwe stwierdzenia – a także przez komunistyczne represje wobec dezerterów i ich rodzin. Co gorsza, jak zeznał sierżant Scott Camil podczas śledztwa w 1971 roku w sprawie amerykańskich zbrodni wojennych w Wietnamie, przepustki były czasami ignorowane przez siły amerykańskie, a ich posiadacze byli rozstrzeliwani w czasie poddawania się.
Ogólnie rzecz biorąc, kampanię propagandową Chiêu Hồi uznano za udaną. Ci, którzy się poddali, byli znani jako „Hồi Chánh” i często włączani do jednostek sojuszniczych jako zwiadowcy Kit Carson Scouts, działający na tym samym obszarze, w którym zdezerterowali. Wielu wniosło wielki wkład w skuteczność jednostek amerykańskich i często wyróżniało się, zdobywając odznaczenia tak wysokie, jak Srebrna Gwiazda. Kampania była stosunkowo niedroga i usunęła z pola walki ponad 100 000 żołnierzy (zakładając dokładność odnotowanych liczb i szczerość dezercji).